# Fulgencio Coll de San Simón
Fulgencio Coll de San Simón (Palma de Mallorca, 26 de mayo de 1907-15 de abril de 1978) fue un militar y político español.

## Biografía
Fue hijo de Juan Coll Fuster, alcalde de Palma entre 1945 y 1952, y padre de Fulgencio Coll, jefe de Estado mayor del ejército de tierra (2008-2012). Ingresó en la Academia de Infantería de Toledo (1922). Luchó en Marruecos hasta la ocupación total de ese país. En la Guerra Civil se incorporó al frente de Villarreal. Se volvió capitán de infantería en septiembre de 1936. Fue habilitado como comandante y puesto frente al 6.º Batallón del Regimiento «Mérida». Resultó gravemente herido en 1937 en la batalla de Guadalajara. Se reincorporó y continuó hasta el final de la guerra. En 1952 obtuvo el diploma de comandante de infantería en Fort Benning (Estados Unidos). Como coronel estuvo frente al Regimiento de Infantería «Mahón» n.º 46 (1961-1963) y del Centro de Instrucción de Reclutas n.º 14 de Palma. Ascendió a general en enero de 1966. Comandó la Brigada de Infantería Motorizada XXII de Jerez de la Frontera ( Cádiz) y fue gobernador militar de Menorca (1968).
En 1943 fue nombrado consejero y delegado provincial del Frente de Juventudes en Baleares. Subjefe provincial del Movimiento en Baleares en 1961. Gobernador civil y jefe provincial del Movimiento en Vizcaya (1968-1975).
Presidió la última Diputación Provincial de Baleares, sustituyendo a Josep Alcover Llompart. Presentó su dimisión el 26 de julio de 1977. Se opuso abiertamente al proceso de reforma política. En 1976 no permitió el uso de la lengua catalana en la Diputación, ni siquiera en el turno abierto de palabras.[cita requerida]
Fue procurador en las Cortes en 1971, en representación de las diputaciones provinciales y mancomunidades interinsulares (Canarias). Fue uno de los 59 procuradores que el 18 de noviembre de 1976, en las Cortes españolas, votaron en contra de la Ley para la Reforma Política que derogaba los Principios Fundamentales del Movimiento.

## Condecoraciones
- Gran Cruz de la Orden de San Hermenegildo
- Gran Cruz del Mérito Civil
- Encomienda de la Orden de Cisneros
- Gran Cruz de la Orden Imperial del Yugo y las Flechas